# Pomeni imen asteroidov: 72001–73000
Pregled pomenov imen asteroidov (malih planetov) od številke 72001 do 73000, ki jim je Središče za male planete dodelilo številko in so pozneje dobili tudi uradno ime  v skladu z dogovorjenim načinom imenovanja. Pregled je preverjen z Schmadelovim “Slovarjem imen malih planetov” (“Dictionary of Minor Planet Names”). 
Pregled pojasnjuje izvor oziroma pomen imen asteroidov, ki ga je priznala Mednarodna astronomska zveza (IAU). Nekateri asteroidi imajo imajo dodatno pojasnilo o izvoru imena, ki pa vedno ni popolnoma zanesljivo (oznaka “†” ali “‡“). 
| Ime                 | Začasna oznaka | Izvor imena |
| 72001–72100         | 72001–72100    | 72001–72100 |
| ------------------- | -------------- | --- |
| 72021 Yisunji       | 2000 XJ15      | Ji Sunji, korejski astronom iz dinastije Joseon † |
| 72037 Castelldefels | 2000 XN44      | mesto Castelldefels, Španija † Arhivirano 2004-09-14 na Wayback Machine. |
| 72059 Heojun        | 2000 YC16      | Heo Jun (1546 – 1615), korejski medicinski znanstvenik † |
| 72060 Hohhot        | 2000 YG16      | Hohhot, glavno mesto province Notranja Mongolija, Ljudska republika Kitajska † |
| 72071 Gábor         | 2000 YO33      | Dénes Gábor (1900 – 1979), madžarsko-ameriški dobitnik Nobelove nagrade za fiziko leta 1971 za njegova odkritja v holografiji †                                                                                    |
| 72101–72200         |                | |
| 72201–72300         |                | |
| 72301–72400         |                | |
| 72401–72500         |                | |
| 72501–72600         |                | |
| 72543 Simonemarchi  | 2001 DN106     | Simone Marchi, italijanski astronom † |
| 72596 Zilkha        | 2001 FF9       | Michael in Nina Zilkha, ameriška gledališka podjetnika in filantropa † |
| 72601–72700         |                | |
| 72633 Randygroth    | 2001 FJ31      | Randall H. Groth, ameriški podpredsednik na Univerzi Arizone (University of Arizona), ključni sodelavec pri izgradnji Observatorija Patterson (Patterson Observatory) † Arhivirano 2005-03-06 na Wayback Machine.  |
| 72701–72800         |                | |
| 72801–72900         |                | |
| 72804 Caldentey     | 2001 GQ        | Maria-Dolorès Caldentey Rius, španska ustanoviteljica Astronomskega observatorija na Mallorci (Observatorio Astronómico de Mallorca ) in graditeljica planetarija †                                                |
| 72819 Brunet        | 2001 HX        | Joseph Brunet, francoski astronom, ki je sodeloval pri izdelavi Observatorija Saint-Véran (Observatoire de Saint-Véran ) †                                                                                         |
| 72827 Maxaub        | 2001 HT8       | Max Aub (1903 – 1972), francosko-španski pisatelj † Arhivirano 2005-08-01 na Wayback Machine. |
| 72876 Vauriot       | 2001 KH2       | Pierre Vauriot, francoski profesor matematike, astronom (ukvarjal se je s spremenljivkami) in popularizator astronomije, soustanovitelj Astronomske družbe v Montpellierju (Société astronomique de Montpellier) † |
| 72901–73000         |                | |

| Predhodnik: 71001–72000 | Pomeni imen asteroidov Seznam asteroidov (72001-72250) Seznam asteroidov (72251-72500) Seznam asteroidov (72501-72750) Seznam asteroidov (72751-73000) | Naslednik: 73001–74000 |